# Горенюк Олександр Олександрович
Олександр Олександрович Горенюк (нар. 8 серпня 1991, м. Одеса) — український підприємець, урбаніст, IT-спеціаліст, громадський діяч. Народний депутат України 9-го скликання.

## Життєпис
Закінчив факультет міжнародного права Київського університету ім. Шевченка (магістр), школу урбаністики CANactions School for Urban Studies (спеціальність «Від генерального плану до гайдінг плану: стратегічні інструменти для сучасного розвитку міст»). Юрист-міжнародник, спеціаліст з благоустрою міст, дизайнер та перекладач.
Керівник ГО «Бюро антикорупційних розслідувань».
Обіймає посаду голови правління благодійної організації "Благодійне товариство «Діти майбутнього».
Автор і співавтор проектів благоустрою Одеси, співзасновник громадського ресторану 4City.

## Політика
Кандидат у народні депутати від партії «Слуга народу» на виборах 2019 року (виборчий округ № 136, частина Малиновського, частина Суворовського районів Одеси). На час виборів — приватний підприємець, безпартійний. Живе в Києві.
Член Комітету Верховної Ради з питань транспорту та інфраструктури.
Співголова групи з міжпарламентських зв'язків з Республікою Північна Македонія.

## Політична діяльність
У березні 2021 року Горенюк зареєстрував пакет законопроєктів, для проведення реформи громадського транспорту, яка передбачає закупівлю транспортних послуг у системі Prozorro, замість проведення конкурсів. У червні того ж року брав участь у презентації реформування сфери дипломування моряків, на якому затвердили обов'язкову оцифривізацію послуг дипломування через єдине вікно в «Дія».
У жовтні 2021 року Володимир Зеленський, під час свого візиту до Одеси та участі в Конгресі місцевої та регіональної влади підтримав проект фінасування так реконструкції парка Жанни Лябурб в Одесі, автором якого є Олександр Горенюк.
22 липня 2025 року проголосував за проєкт закону 12414, що обмежує Національне антикорупційне бюро України та Спеціалізовану антикорупційну прокуратуру. Закон викликав хвилю антикорупційних протестів.